# Großer Klippenziest
Der Große Klippenziest (Prasium majus), auch einfach Klippenziest genannt, ist die einzige Pflanzenart aus der Gattung Prasium in der Familie der Lippenblütler (Lamiaceae).

## Beschreibung
Der Große Klippenziest ist ein sparrig verzweigter, kahler oder spärlich behaarte und oft kletternder Strauch, der Wuchshöhen von 0,5 bis 1 Metern erreicht. Die Laubblätter sind 2 bis 5 Zentimeter lang, 0,8 bis 2 Zentimeter breit, eiförmig oder eiförmig-lanzettlich, zugespitzt, dunkelgrün glänzend und weisen einen gesägten bis gekerbten Rand auf. Sie sind 1 bis 1,8 Zentimeter lang gestielt. Der Grund der unteren Blätter ist herzförmig, der der oberen gestutzt.
Die Tragblätter sind kleiner als die Laubblätter. Sie sind teilweise ganzrandig und ragen über die Kelche hinaus. Die Blütenquirle bestehen aus ein oder zwei Blüten. Diese sind 17 bis 23 Millimeter groß, kurz gestielt und weiß oder blasslila gefärbt. Ein aus schuppenförmigen Haaren bestehender Ring befindet sich in der Kronröhre. Die Oberlippe ist ungeteilt, länglich und gewölbt. Die Unterlippe ist dreiteilig, ihr Mittellappen ist groß. Es sind vier Staubblätter vorhanden. Der Kelch ist drüsig behaart oder kahl, schwach zweilippig und zehnnervig. Von ursprünglich 12 Millimetern vergrößert er sich zur Fruchtzeit auf bis zu 25 Millimeter. Die fünf Kelchzipfel sind eiförmig-lanzettlich und kurz begrannt. Die Früchte sind schwarz und 3 bis 4 Millimeter lang.
Die Blütezeit reicht von Februar bis Juni.
Die Chromosomenzahl beträgt 2n = 34.

## Vorkommen
Der Große Klippenziest kommt im gesamten Mittelmeerraum sowie auf Madeira und den Kanarischen Inseln vor. Er wächst in Garigues, Macchien und immergrünen Wäldern besonders in der Nähe von Küsten.

## Taxonomie und Etymologie
Carl von Linné, der die Art erstmals gültig beschrieb, lagen für seinen Hortus Cliffortianus von 1737 Belege vor, die er zwei verschiedenen Arten zuordnete, einer größeren und einer kleineren. In seinem Werk Species Plantarum von 1753 unterschied er zwei Arten, Prasium majus und Prasium minus („majus“ bedeutet größer, „minus“ bedeutet kleiner). Er deutet aber schon Zweifel an, ob es sich wirklich um verschiedene Arten handele. Heute hält man die Gattung Prasium für monotypisch. 